# Gastvrijheid
Gastvrijheid verwijst naar de relatie tussen gast en gastheer/gastvrouw. Indien er sprake is van een gastvrije relatie, ontvangt de gastheer/gastvrouw de gast met welwillendheid.  Nauw verbonden hiermee is het gastrecht.
Oorspronkelijk was gastvrijheid eerder een zaak van bescherming en het aanbieden van voedsel. De westerse connotatie van het begrip slaat tegenwoordig voornamelijk op etiquette en het vermaken van de gast. Wel wordt gastvrij zijn nog steeds geassocieerd met het tonen van respect voor de gast, het voorzien in diens noden en het behandelen van de gast als een gelijke. Culturen en subculturen variëren in de mate waarin van de gastheer verwacht wordt zich gastvrij op te stellen ten aanzien van vreemden.

## Gastvrijheid in de oudheid
In de oudheid was het besef van de heiligheid van gastvrijheid was wijdverbreid. Oudgriekse literatuur kent een motief waarbij een voornaam personage ontvangen wordt in een nederig onderkomen; soms verhulde de voorname gast zijn ware identiteit en beloonde de arme gastheer en gastvrouw rijkelijk voor de betoonde gastvrijheid. Een dergelijk motief in een volksverhaal uit Klein-Azië werd vermoedelijk door Ovidius  gebruikt als bron voor het verhaal over Philemon en Baucis.

## Antropologie van gastvrijheid
Jacques Derrida ontwikkelde een model van gastvrijheid waarbij de onderverdeling gemaakt wordt tussen onvoorwaardelijke en voorwaardelijke gastvrijheid. Zo kan men zich bijvoorbeeld vragen stellen bij de oprechtheid van gastvrij zijn indien er sprake is van een betaalrelatie tussen gast en gastheer. Door de eeuwen heen hebben filosofen aandacht besteed aan het probleem van gastvrijheid. Het fenomeen gastvrijheid heeft namelijk een paradoxale kant. Julia Kristeva (1991) waarschuwt haar lezers bijvoorbeeld voor het gevaar van "perverse gastvrijheid" (Engels: perverse hospitality), waarbij de gastheer de kwetsbaarheid van de gast uitbuit door hem of haar te bedriegen.
Gastvrijheid tonen is een middel om de spanning tussen gast en gastheer weg te nemen wanneer men elkaar ontmoet. Ook houdt het begrip in dat men als gastheer bereid moet zijn om gasten te beschermen en hulp te verlenen tijdens het reizen. Deze overtuiging wordt echter niet door iedereen gedeeld. Zo beschrijft professor Anthony Pagden hoe het concept gastvrijheid historisch gemanipuleerd werd om de verovering van Amerika te legitimeren. Zo werd aan anderen het begrip van de vrije doorreis opgelegd, hetgeen noodzakelijk was om van Amerika een moderne natiestaat te maken. Dit veronderstelt dat gastvrijheid een politieke institutie is die ideologisch aanpasbaar is om anderen te onderdrukken.